# 蟹江一太郎
蟹江 一太郎（かにえ いちたろう、1875年2月7日 - 1971年12月20日）は、日本の実業家。カゴメ創業者。「トマト王」とも称される。
元カゴメ社長の蟹江一忠は養子。元カゴメ社長の蟹江嘉信は孫。カゴメ不動産社長の蟹江信孝は孫。

## 略歴
1875年（明治8年）、愛知県知多郡名和村（現・東海市名和町）に農家の長男として出生。当時の名前は佐野市太郎。1893年（明治26年）18歳で蟹江家に婿入りしたが、近隣に蟹江市太郎という同姓同名の人物がいたため、名を一太郎に改名した。
1896年（明治29年）、名古屋にあった歩兵第6連隊に入隊し、3年間の兵役を務め上げた。除隊の折り上官の西山中尉より西洋野菜の栽培を勧められ、1899年（明治32年）にトマトなどの西洋野菜の栽培に着手。のちに、西洋野菜を販売するもトマトが全く売れず頭を悩ませたが、欧米では生より加工しソースとして使用することを知り、1903年（明治36年）にトマトソース（現在のトマトピューレ）の製造をはじめた。1906年（明治39年）には自宅敷地内に工場を建設し、本格的な生産を開始する。
1908年（明治41年）、トマトケチャップやウスターソースの製造を開始。1914年（大正3年）には、成田源太郎、蟹江友太郎との共同出資により愛知トマトソース製造合資会社（現・カゴメ）を設立した。その後、1923年（大正12年）に社長に就任し、1962年（昭和37年）に会長職についた。また、1928年（昭和3年）に村会議員、1939年（昭和14年）から1946年（昭和21年）にかけて愛知県議会議員なども務めた。
1964年（昭和39年）、勲五等双光旭日章叙勲受章。
1971年（昭和46年）12月20日に、96歳で逝去。同年、従五位を追贈されたほか、東海市の名誉市民となっている。
青林堂社長を務める蟹江幹彦は曾孫の一人。1982年にカゴメの社長に就任した蟹江英吉とは血縁関係はない。